# Kunhegyes
Kunhegyes [kunheděš] je město v Maďarsku v župě Jász-Nagykun-Szolnok. Nachází asi 42 km severovýchodně od Szolnoku a je správním městem stejnojmenného okresu. V roce 2018 zde žilo 7 251 obyvatel. Podle údajů z roku 2001 zde žili 98 % Maďaři a 2 % Romové.
Poblíže Kunhegyesu protéká řeka Tisza. Nejbližšími městy jsou Fegyvernek, Karcag, Kenderes a Kisköre, poblíže jsou též obce Abádszalók, Kunmadaras, Tiszabura, Tiszagyenda a Tomajmonostora.